# Saint-Aubin-des-Bois, Eure-et-Loir
 Saint-Aubin-des-Bois  là một xã của tỉnh Eure-et-Loir, thuộc vùng Centre-Val de Loire, miền bắc nước Pháp.